# Tonalepas
De Tonalepas (Italiaans: Passo del Tonale) is een bergpas op de grens tussen de Italiaanse regio's Lombardije en Trentino-Alto Adige. Het is de verbinding tussen Ponte di Legno in het Val Camonica en Vermiglio in het Val di Sole. De Tonalepas is gedurende het gehele jaar berijdbaar. De pashoogte is 's winters een drukbezocht wintersportgebied met ruim 100 kilometer piste. In de zomer is het een geliefd uitgangspunt bij bergwandelaars.
Ten zuiden van de pashoogte verheft zich de 3326 meter hoge La Presanella. Gedurende het skiseizoen kan er op de gletsjers van deze berg geskied worden.
Gedurende de Eerste Wereldoorlog vormde de pashoogte de grens tussen Italië en Oostenrijk-Hongarije en werd er zwaar gevochten. Een herinnering hieraan is het oorlogsmonument ten westen van de top.

## Wielrennen
De Tonalepas is 30 keer opgenomen in het parcours van wielerkoers Ronde van Italië. Als eerste passeerden de top:
- 1933 :  Alfredo Binda
- 1939 :  Giovanni Valetti
- 1953 :  Gino Bartali
- 1954 :  Vincenzo Rossello
- 1959 :  Hans Junkermann
- 1960 :  Rik Van Looy
- 1962 :  Vittorio Adorni
- 1967 :  Marcello Mugnaini
- 1969 :  Giancarlo Polidori
- 1971 :  Lino Farisato
- 1977 :  Jürgen Kraft
- 1978 :  Ueli Sutter
- 1979 :  Bruno Vicino
- 1981 :  Leonardo Natale
- 1984 :  Jesús Rodríguez Magro
- 1990 :  Stefan Joho
- 1991 :  Roberto Pagnin
- 1996 :  Davide Perona
- 1997 :  José Jaime González*
- 1999 :  Mariano Piccoli
- 2000 :  José Enrique Gutiérrez
- 2004 :  Fabian Wegmann
- 2006 :  Juan Manuel Gárate
- 2010 :  Johann Tschopp*
- 2011 :  Ben Gastauer
- 2012 :  Matteo Rabottini
- 2015 :  Rubén Fernández
- 2017 :  Pierre Rolland
- 2022 : geen bergprijs
- 2025 :  Lorenzo Fortunato

- = ritwinnaar op de Tonalepas